# Minnesota Vikings
Minnesota Vikings er et amerikansk fodbold-hold, der spiller i Minneapolis i Minnesota.
De spiller i NFC North divisionen i NFL og har vundet divisionen 21 gange, senest i 2022. NFC North består af holdene Chicago Bears, Green Bay Packers, Detroit Lions og Minnesota Vikings. Vikings har spillet i Super Bowl 4 gange og tabt alle fire, hvilket er en rekord i NFL. Minnesota Vikings blev grundlagt i 1961 som et udvidelseshold i NFL.
Vikings havde hjemmekampe på Hubert H. Humphrey Metrodome, men siden 2016 har Vikings spillet på U.S. Bank Stadium.